# Luciano Lollo
Mauricio Luciano Lollo (Alejo Ledesma, 29 maart 1987) is een Argentijns voetballer die als verdediger speelt. Hij verruilde in 2016 Racing Club de Avellaneda voor River Plate.

## Clubcarrière
Lollo speelde bijna 200 competitiewedstrijden voor Belgrano. Tussen 2014 en 2016 speelde hij voor Racing Club de Avellaneda waarmee hij in 2014 direct landskampioen werd. Vanaf 2016 speelt Lollo voor River Plate waarmee hij tweemaal de beker (2016, 2016), de Supercup (2018) en de Recopa Sudamericana 2016 won.